# Romanovskogo, gora (berg i Antarktis, lat -72,98, long 61,33)
Romanovskogo, gora är ett berg i Antarktis. Det ligger i Östantarktis. Australien gör anspråk på området. Toppen på Romanovskogo, gora är 1 896 meter över havet.
Terrängen runt Romanovskogo, gora är lite kuperad, och sluttar brant österut. Trakten är obefolkad. Det finns inga samhällen i närheten. 